# Magical Halloween2 ORIGINAL SOUNDTRACK
『Magical Halloween2 ORIGINAL SOUNDTRACK』（マジカルハロウィン2 オリジナルサウンドトラック）は、パチスロ『マジカルハロウィン2』のサウンドトラック。2010年2月24日にSMDから発売された。

## 概要
パチスロ『マジカルハロウィン2』のサウンドトラック。CDジャケットには、アリス・ウィッシュハート、ローズマリー・ベルガモットが描かれている。

## 収録曲
1. ツキノキオク
歌：Sana
作詞：増田礼子、作曲・編曲：ota2
通常時BIG中
2. まじかる☆カーニバル
歌：アリス（堀江由衣）、ローズ（富沢美智恵）、フロスト（釘宮理恵）、ノワール（茅原実里）
作詞：岸陽太、作曲・編曲：千本松仁
カボチャンス中のBIG中
3. 月歌 -ゲッカ-
歌：アリス（堀江由衣）、ローズ（富沢美智恵）
作詞：達見恵、作曲・編曲：倉持武志
カボチャンス中のBIG中
4. Miracle Colors
作曲・編曲：倉持武志
5. Pastel Colors
作曲・編曲：倉持武志
6. Magical Dive
作曲・編曲：千本松仁
7. 逃がすもんか!
作曲・編曲：千本松仁
8. 迷いの森 
作曲・編曲：千本松仁
9. ファンタジアンへようこそ 
作曲・編曲：岸陽太
10. どっか～ん☆ 
作曲・編曲：千本松仁
11. できるかしら?
作曲・編曲：倉持武志
12. 目指せ満天! 1-2
作曲・編曲：岸陽太
13. ルーレット集 1-2-3
作曲・編曲：岸陽太
14. 召喚!
作曲・編曲：岸陽太
15. 魔法の扉 
作曲・編曲：岸陽太
16. ここかしら?
作曲・編曲：岸陽太
17. 私が一番!
作曲・編曲：倉持武志
18. たこやき
作曲・編曲：岸陽太
19. 逆転大作戦!
作曲・編曲：千本松仁
20. 予感
作曲・編曲：倉持武志
21. 栄光への兆し 
作曲・編曲：倉持武志
22. ほいほいほ～い♪ 
作曲・編曲：倉持武志
23. カボスロ!
作曲・編曲：千本松仁
24. ノワールルーレット 
作曲・編曲：倉持武志
25. バトル開始!
作曲・編曲：千本松仁
26. 負けるもんか!
作曲・編曲：千本松仁
27. 頂上決戦 
作曲・編曲：千本松仁
28. 力を合わせて!
作曲・編曲：千本松仁
29. ふるぱわー☆ 
作曲・編曲：千本松仁
30. 緊迫の時 
作曲・編曲：倉持武志
31. 覚醒の時 
作曲・編曲：倉持武志
32. 詠唱の刻 
作曲・編曲：倉持武志
33. 解放の刻 
作曲・編曲：倉持武志
34. カボチャンス!
編曲：岸陽太
35. カボチャンス!（Ver.Rock）
編曲：千本松仁
36. カボチャンス!（Ver.Pops）
編曲：倉持武志
37. キングカボチャンス!
編曲：倉持武志
38. ジングル集 
作曲・編曲：倉持武志
39. そろうかな?
作曲・編曲：千本松仁
40. Magic Circle 
作曲・編曲：岸陽太
41. 魔界
作曲・編曲：倉持武志
42. 大魔界
作曲：千本松仁 / 編曲：倉持武志
43. 月歌 -ゲッカ-（Ver.達見恵） 【ボーナストラック】
歌：達見恵
作詞：達見恵 / 作曲・編曲：倉持武志